# Jacques Verberckt
Jacques Verberckt (* 24. Februar 1704 in Antwerpen; † 9. Dezember 1771 in Paris), eigentlich Jacob Verbrecht, war ein französischer Bildhauer, Kunsttischler, Stuckateur und Ornamentkünstler flämischer Herkunft in der Regierungszeit Ludwigs XV. Er arbeitete vornehmlich in Schlössern des französischen Königshauses und war einer der fähigsten französischen Holzbildhauer des 18. Jahrhunderts. Dabei hatte er eine führende Rolle bei der Entwicklung des Louis-quinze-Stils (style rocaille).

## Familie
Jacques Verberckt entstammte durch seine Mutter einer flämischen Künstlerfamilie, die in Antwerpen ansässig war. Sein Vater Johann Baptist Verbrecht, ein brabantischer Beamter, und seine Mutter Clara Catherina van der Voort ließen ihn am 23. März 1725 taufen. Sein Bruder Michiel betrieb gemeinsam mit seinem Sohn Jan Baptist und dem gleichnamigen Enkel eine Silberschmiedewerkstatt in Antwerpen, während einer von Verberckts Söhnen aus erster Ehe den gleichen Beruf wie der Vater ergriff und selbst Bildhauer wurde.
Im Jahr 1728 oder am 10. Juni 1729 heiratete Verberckt Marie Delattre, mit der er drei Kinder hatte:
- Jules (* 14. Dezember 1729)
- Cathérine (* 31. Juli 1731), ⚭ 7. September 1750 Jean-Louis Poillevert[7]
- Nicolas Étienne (* 26. Dezember 1732; † 1763)[5]

Nach dem Tod seiner Frau im Kindbett Anfang Januar 1733 heiratete er am 8. Februar 1735 in zweiter Ehe Marie-Madeleine Sophie Le Goupil († 4. Dezember 1750), Tochter des Bildhauers André Le Goupil. Mit ihr hatte er sechs Kinder:
- Jean-Baptiste (* 1738; † 19. Juni 1741)
- Germaine Madeleine (* 18. Dezember 1738), ⚭ 2. März 1772 Jean Severin[9]
- Placide (* 5. Oktober 1749)
- Marie Monique (* 2. Oktober 1742), ⚭ 4. Mai 1772 Pierre-Bartelemy Labrou[10]
- Henriette Cathérine, ⚭ 7. Mai 1772 Jean-Joseph Le Roy[11]
- Marie Thérèse Sophie (* 7. Oktober 1747)[7]

## Leben
Jacques wurde von seinem Onkel Michiel van der Voort in der Bildhauerei ausgebildet und arbeitete dabei gemeinsam mit ihm an der Liebfrauenkathedrale von Antwerpen. Um 1716 ging er nach Paris, wo er im September 1727 neben Jules Dugoullons und dem Bildhauer André Le Goupil Teilhaber an der Société pour les Bâtiments du Roi, einer Unternehmung von Bildhauern, die vornehmlich Aufträge des französischen Königshauses und des Hochadels ausführte, wurde. Ab jenem Jahr arbeitete er unter der Leitung des Architekten Robert de Cotte für die Bâtiments du Roi, einer Einrichtung, die für den Bau und die Instandhaltung der königlichen Paläste und Gebäude zuständig war. Die Verbindung Verberckts zu Dugoullons festigte sich durch Jacques Heirat mit Marie Delattre, einer Verwandten seines Geschäftspartners, im Jahr 1728 oder 1729.
Ab 1730 war Jacques Verberckt für eine lange Zeit im Schloss Versailles tätig. Ende 1732/Anfang 1733 wurde er in Frankreich eingebürgert und trug den Titel sculpteur ordinaire des Bâtiments du Roi. Am 31. Januar 1733 erhielt er die vorläufige Mitgliedschaft (agrée) in der Académie royale de peinture et de sculpture, wurde jedoch niemals ordentliches Mitglied (académicien). Allerdings nahm er 1737 und 1739 an den Salons de Paris, den jährlichen Kunstausstellungen der Akademie, teil.

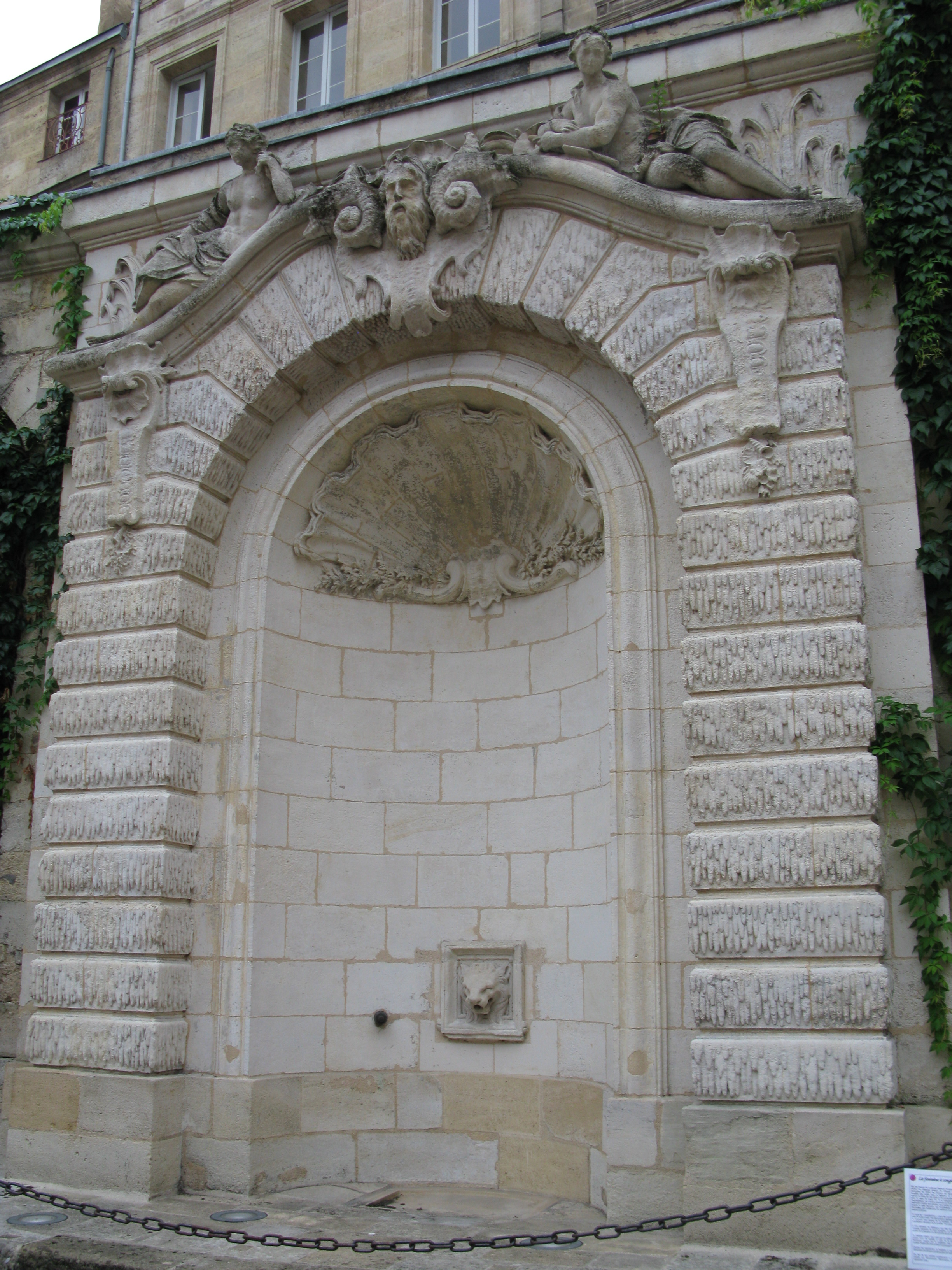
Brunnen im Hof des Hôtel des Douanes, Bordeaux

Als Le Goupil 1734 das Unternehmen verließ, übertrug er seine Anteile an Verberckt. Dessen Arbeiten standen auch bei Robert de Cottes Nachfolger Jacques V. Gabriel hoch im Kurs, und Verberckt gestaltete für das von Gabriel in der Zeit von 1735 bis 1738 in Bordeaux erbaute Hôtel des Douanes (anfangs Hôtel des Fermes du Roi genannt) zwei monumentale Giebeldreiecke sowie einen Wandbrunnen im Innenhof des Gebäudes. Auch für Gabriels Nachfolger Ange-Jacques Gabriel war er tätig und stellte Inneneinrichtungen nach dessen Skizzen her. Er selbst fertigte nie eigene Entwürfe an, sondern interpretierte Gabriels Skizzen bei deren Ausführung eigenständig. Nach dem Tod seiner beiden Kompagnons Dugoullons († 1738) und Le Goupil stieg Jacques Verberckt zum wichtigsten Ornamentbildhauer der Bâtiments du Roi auf und war deren meistbeauftragter Künstler. Verberckt erfreute sich aber auch bei anderen Auftraggebern aus dem Hochadel großer Beliebtheit. Bei einem seiner letzten bekannten Projekte außerhalb von Versailles arbeitete er 1761 für Charles Eugène Gabriel de La Croix de Castries in dessen Pariser Hôtel de Castries, ehe er 1767 in Versailles das Musikkabinett im Appartement von Madame Adelaïde gestaltete. Ab etwa 1760 verlor Verberckt allmählich seine Führungsrolle als Ornamentkünstler der Bâtiments du Roi an Jules-Antoine Rousseau und dessen Werkstatt.
Jacques Verberckt starb am 9. Dezember 1771 in seinem Pariser Wohnsitz in der rue du Chemin-du-Rempart und wurde zwei Tage später, am 11. Dezember, auf dem Cimetière de la Madeleine beigesetzt.

## Werk
Verberckt war vornehmlich für wandfeste Innenausstattungen in zahlreichen französischen Königsschlössern verantwortlich. Dazu zählten vor allem Boiserien, aber auch die passend gestalteten Rahmen für Bilder und Spiegel sowie bisweilen auch die Verkleidungen für Kamine. Sein Markenzeichen waren Wandvertäfelungen, deren filigran geschnitzte Einfassungen gestalterisch perfekt auf die Motive in den Füllungen abgestimmt waren. Typisches Element seiner sehr sorgfältig gearbeiteten und symmetrisch aufgebauten Boiserien war ein zentrales Muschelmotiv, dem sich verspielte Festons, Perlschnüren, Fleurons, Blumengirlanden, Palmetten und Eierstabdekor anschlossen. Sein bevorzugt verwendetes Material war Eichenholz, das entweder naturbelassen wurde oder vergoldetes Schnitzwerk auf weiß gestrichenem Untergrund besaß.

### Werke (Auswahl)
Ab 1730 war Verberckt gemeinsam mit Jules Dugoullons an der Neugestaltung des Schlafzimmers der Königin in Versailles beteiligt. 1734 arbeitete er gemeinsam mit François-Antoine Vassé an zwei skulptierten Türen zwischen der Versailler Schlosskapelle und dem Herkulessaal. 1736 erfolgte zunächst eine Gemeinschaftsarbeit Dugoullons’ und Verberckts im Appartement des Dauphins und anschließend in der Kleinen Galerie. Im selben Jahr fertigte Verberckt ein Lambris für die Apotheke des Hôtels des Invalides. Ab 1738 folgten Tätigkeiten Verberckts in den Versailler Appartements der Königin und des Königs, wo er für die Ausstattung im Petit appartement und im Cabinet de pendule verantwortlich war. Weitere Schlösser und Palais, in denen sich Arbeiten von Jacques Verberckt fanden, waren der Herzogspalast in Dijon (1743–1747), Schloss La Muette, Schloss Bellevue in Meudon (1749–1750), das Jagdschloss Saint-Hubert in Le Perray-en-Yvelines (1757), Schloss Choisy (1755–1765), der Louvre und der Tuilerien-Palast sowie das Palais du Luxembourg, Schloss Compiègne, Schloss Rambouillet (zwischen 1730 und 1736) und Schloss Marly-le-Roi. Als eines von Verberckts Hauptwerken gilt die Vertäfelung des Zimmers des Königs im Schloss Fontainebleau (1752), wo er schon zuvor für die Dekorationen der Appartements des Dauphins im Prinzenhof (1737), der Dreifaltigkeitskapelle (1740), der Wohnungen im Neuen Flügel (1739–1742) und 1749/1750 für die Gestaltung der neuen Appartements Madame de Pompadours verantwortlich war.
Verberckt arbeitete auch für wohlhabende Adelige in deren Stadtpalais, darunter für Louis-Armand de Seiglières de Bellforière, Marquis de Soyécourt, in seinem Hôtel de Longueuil in Paris, für den Marquis de Castries in seinem ebenfalls in der französischen Hauptstadt stehenden Hôtel particulier und für das Fürstenhaus Soubise, für das er die Vertäfelung im Appartement der Fürstin im Hôtel de Soubise fertigte. Außerdem ist bekannt, dass er in seiner Anfangszeit in Paris unter anderem an der Inneneinrichtung des Hôtels de La Roche-sur-Yon beteiligt war.
Neben seinem Hauptmaterial Eichenholz arbeitete Verberckt seltener auch mit Marmor und Terrakotta. So fertigte er bis 1747 zwei große Vasen aus weißem Marmor, die für den Park des Schlosses Choisy bestimmt waren. Eine davon befindet sich heute im Musée du Louvre.

### Wirkungsorte (Auswahl)
- Schloss Versailles, (fast) durchgängig von 1730 bis 1767
- Schloss Rambouillet, zwischen 1730 und 1736
- Hôtel des Invalides, 1736
- Schloss Fontainebleau, zwischen 1736 und 1752
- Herzogspalast in Dijon, 1743
- Schloss Bellevue in Meudon, 1749 bis 1750
- Schloss Choisy, 1755 bis 1765
- Schloss Saint-Hubert in Le Perray-en-Yvelines, 1757
- Hôtel de Castries in Paris, 1761

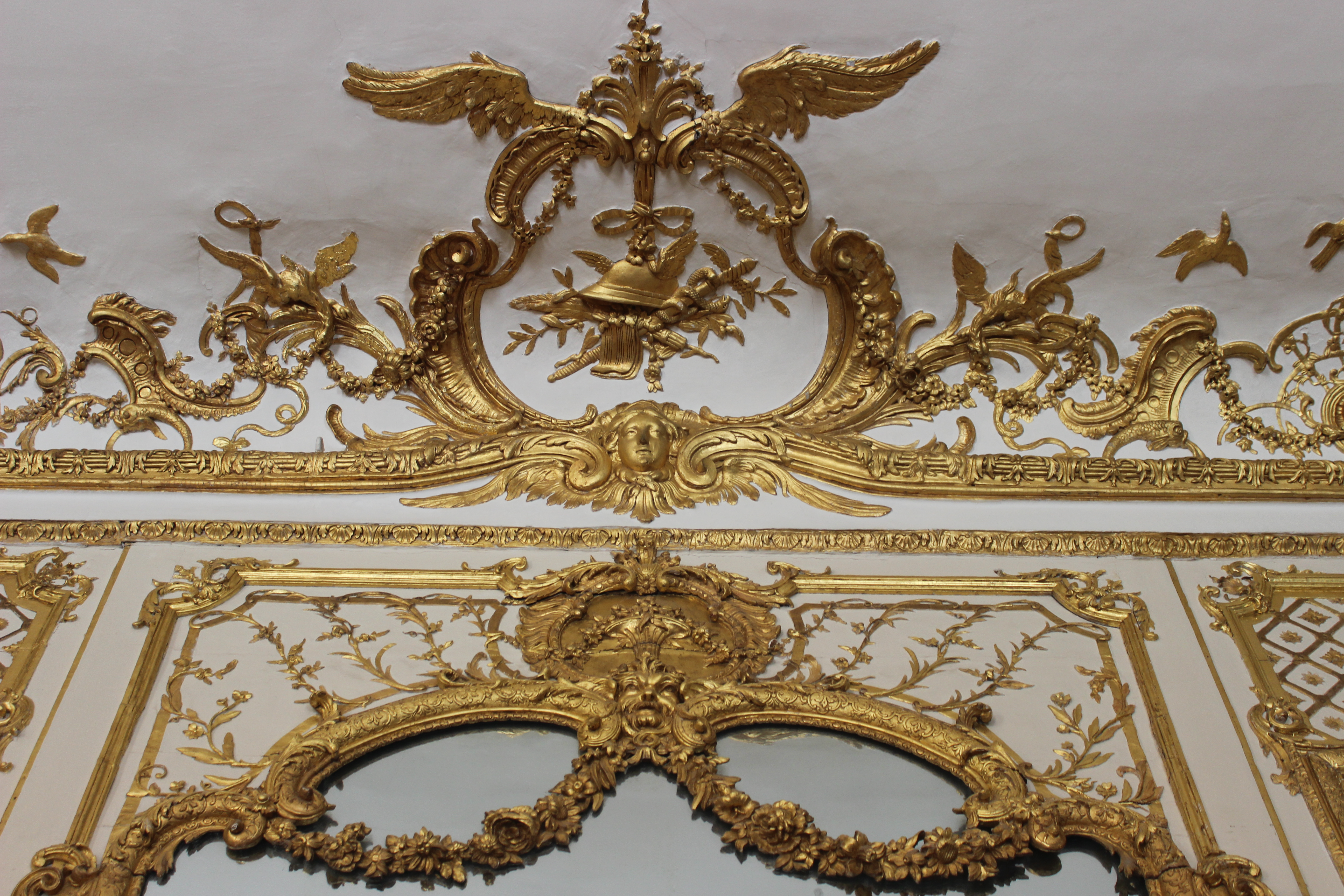
Boiserie und Stuckdekor im Cabinet de pendule, Versailles
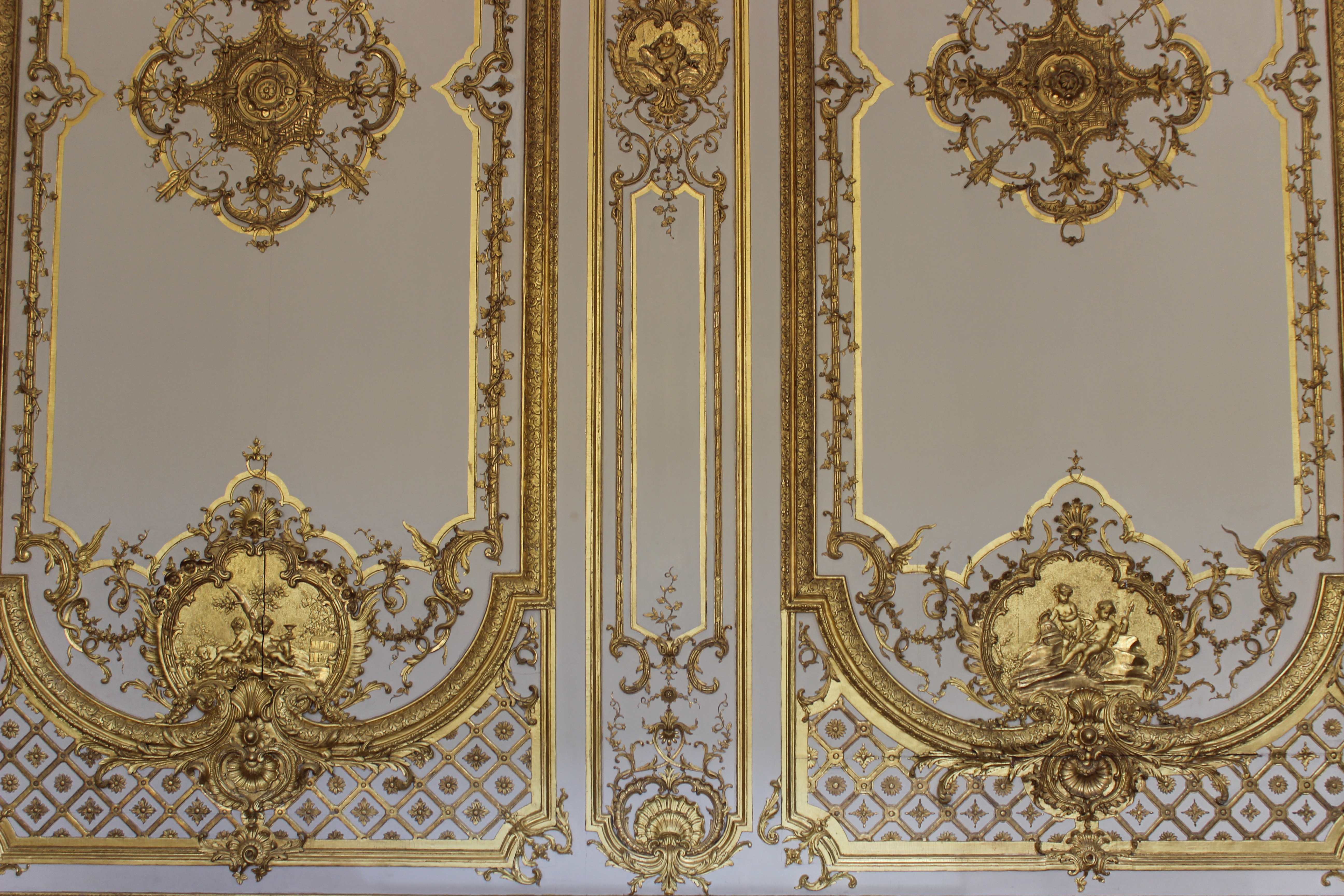
Boiserie im Cabinet de pendule, Versailles
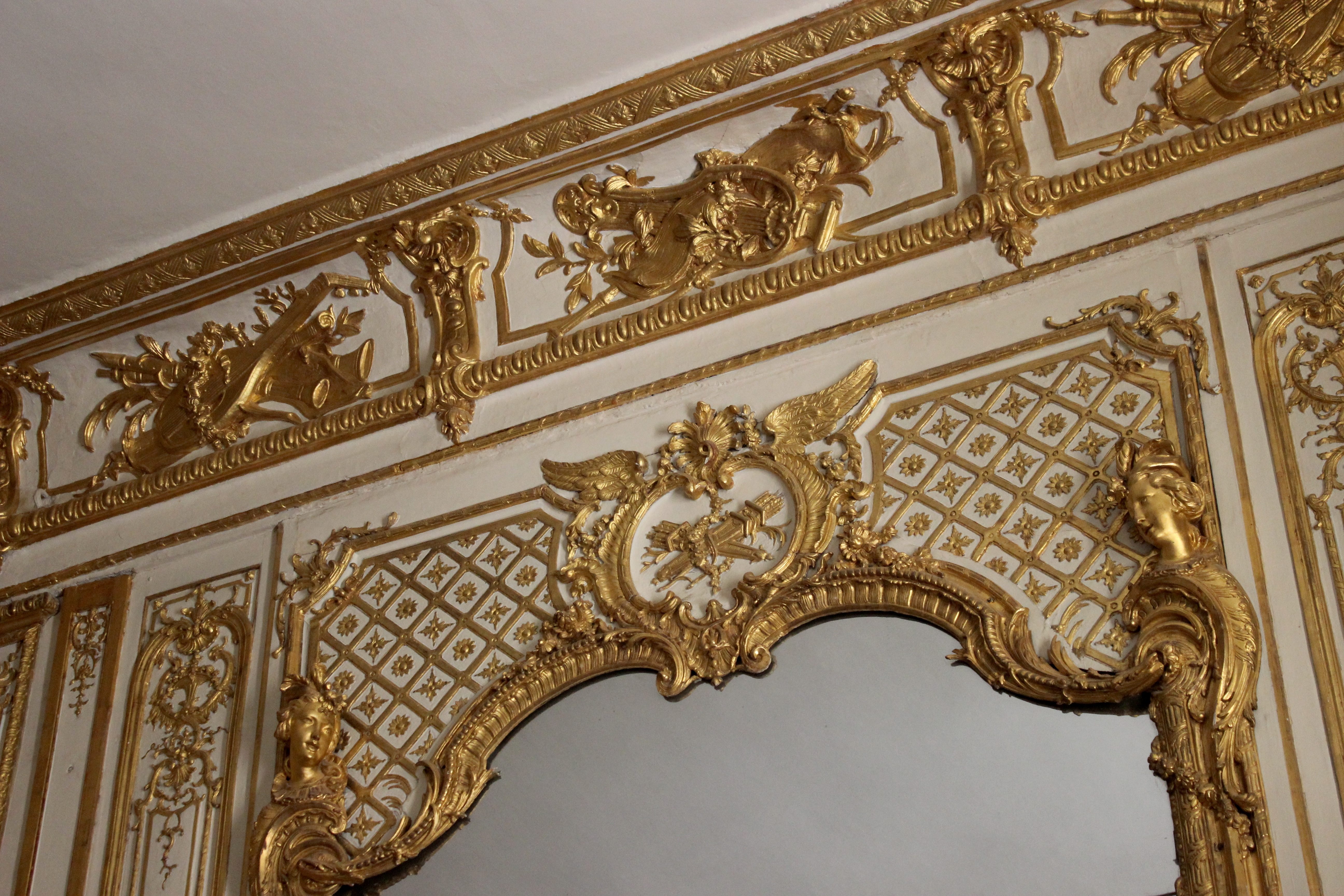
Boiserie und Stuckdekor im Schlafzimmer Ludwigs XV., Versailles
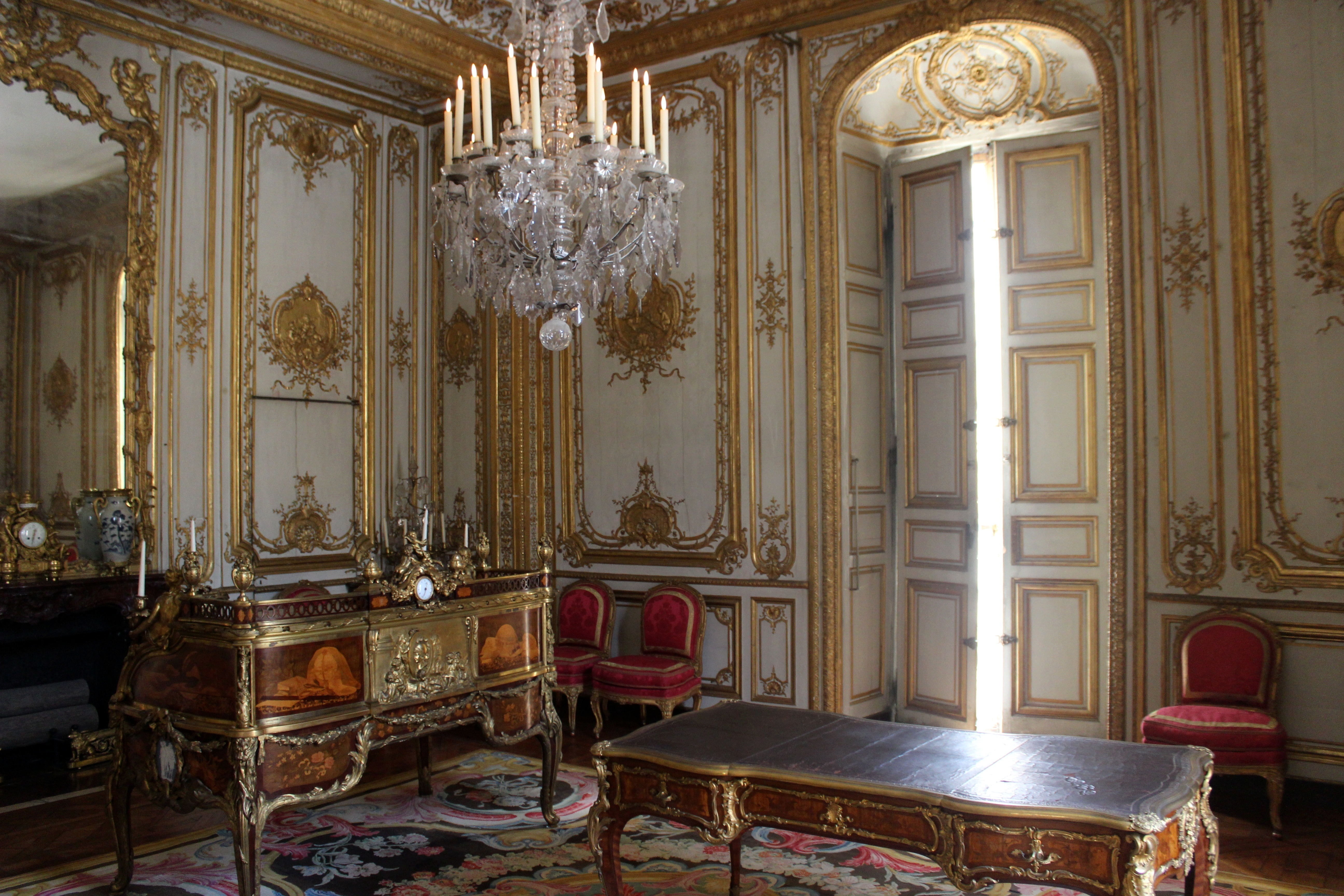
Arbeitszimmer Ludwigs XV., Versailles
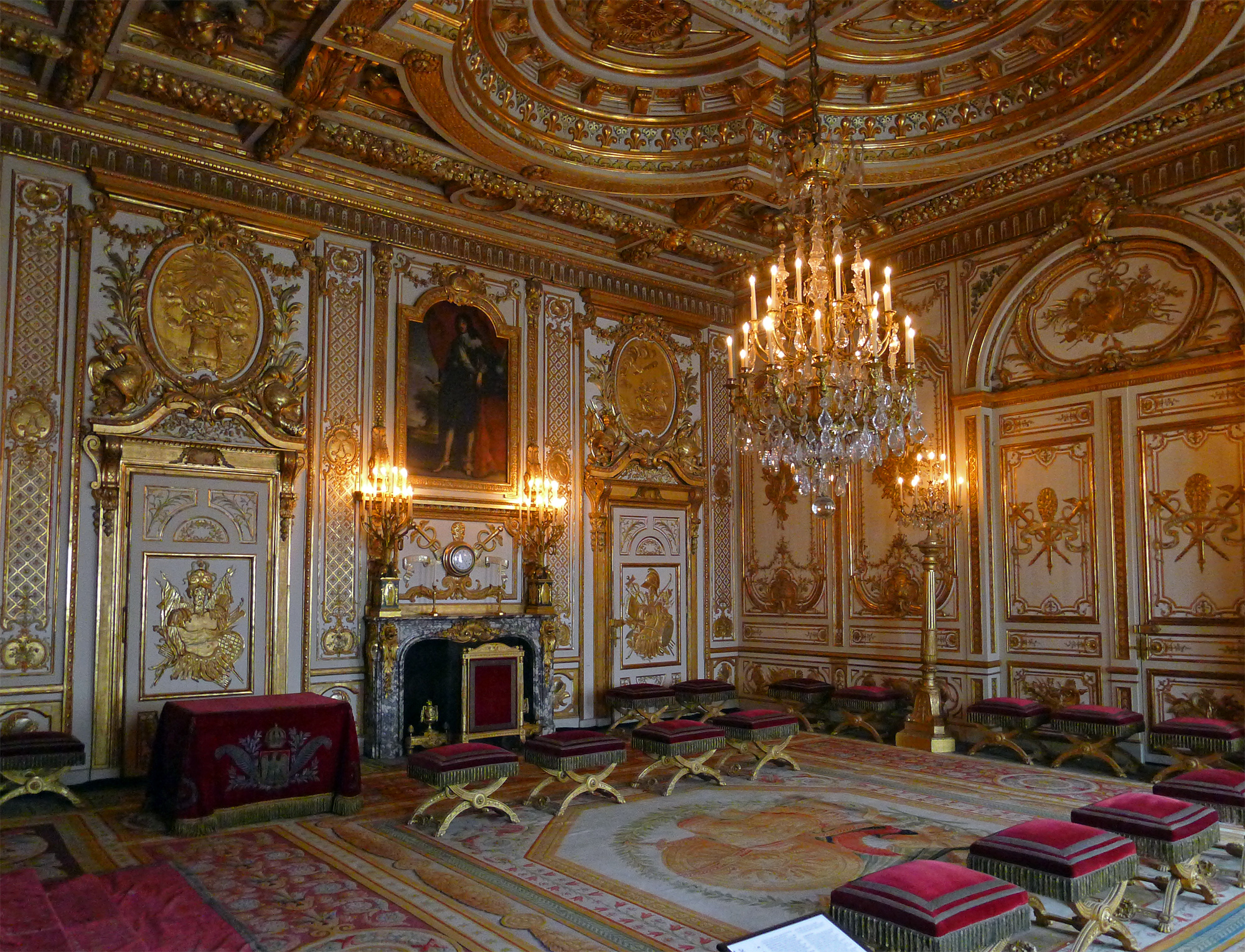
Thronsaal mit Verberckts Boiserien, Fontainebleau
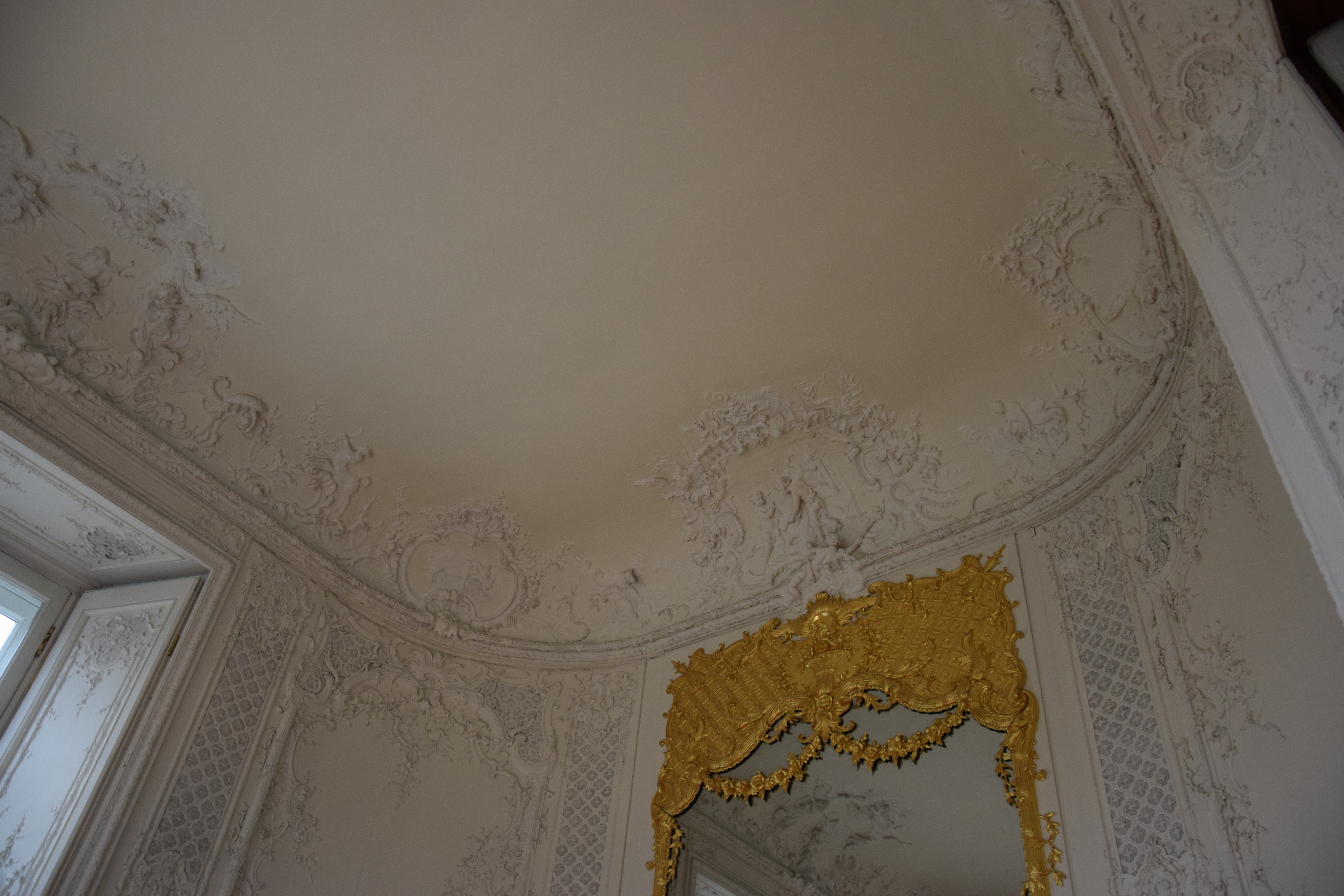
Boiserie und Stuck im Boudoir, Rambouillet